# العلاقات الرومانية الصربية
العلاقات الرومانية الصربية هي العلاقات الثنائية التي تجمع بين رومانيا وصربيا.

## مقارنة بين البلدين
هذه مقارنة عامة ومرجعية للدولتين:
| وجه المقارنة                                              | رومانيا                                                                               | صربيا                                                      |
| --------------------------------------------------------- | ------------------------------------------------------------------------------------- | ---------------------------------------------------------- |
| المساحة (كم2)                                             | 238.40 ألف                                                                            | 88.36 ألف                                                  |
| عدد السكان (نسمة)                                         | 19.59 مليون                                                                           | 7.02 مليون                                                 |
| الكثافة السكانية (ن./كم²)                                 | 82.17                                                                                 | 79.45                                                      |
| العاصمة                                                   | بوخارست                                                                               | بلغراد                                                     |
| اللغة الرسمية                                             | اللغة الرومانية                                                                       | اللغة الصربية                                              |
| العملة                                                    | ليو روماني                                                                            | دينار صربي                                                 |
| الناتج المحلي الإجمالي (بليون دولار)                      | 211.80 مليار                                                                          | 41.43 مليار                                                |
| الناتج المحلي الإجمالي (تعادل القوة الشرائية) بليون دولار | 465.56 مليار                                                                          | 100.13 مليار                                               |
| الناتج المحلي الإجمالي الاسمي للفرد دولار أمريكي          | 9.47 ألف                                                                              | 5.24 ألف                                                   |
| الناتج المحلي الإجمالي للفرد دولار أمريكي                 | 23.63 ألف                                                                             | 13.59 ألف                                                  |
| مؤشر التنمية البشرية                                      | 0.793                                                                                 | 0.771                                                      |
| رمز المكالمات الدولي                                      | +40                                                                                   | +381                                                       |
| رمز الإنترنت                                              | .ro                                                                                   | .rs، .срб ‏                                                 |
| المنطقة الزمنية                                           | ت ع م+02:00، ت ع م+03:00، أوروبا/بوخارست ‏، توقيت شرق أوروبا، توقيت شرق أوروبا الصيفي ‏ | توقيت وسط أوروبا، ت ع م+01:00، ت ع م+02:00، أوروبا/بلغراد ‏ |

## مدن متوأمة
في ما يلي قائمة باتفاقيات التوأمة بين مدن رومانية وصربية:
- ترتبط ميركورا تشيوك مع بيتشي باتفاقية توأمة.
- ترتبط Satu Nou  [لغات أخرى]‏ مع Mali Iđoš [الإنجليزية]‏ باتفاقية توأمة.
- ترتبط Gheorgheni [الإنجليزية]‏ مع باتشكا توبولا باتفاقية توأمة.
- ترتبط Turda [الإنجليزية]‏ مع Torda, Žitište [الإنجليزية]‏ باتفاقية توأمة.
- ترتبط أراد مع زرنجانین باتفاقية توأمة.
- ترتبط Oțelu Roșu [الإنجليزية]‏ مع بيلا تسركفا باتفاقية توأمة.
- ترتبط تيميشوارا مع نوفي ساد باتفاقية توأمة منذ 3 أكتوبر 1998.[20][21][20][21]
- ترتبط Cristuru Secuiesc [الإنجليزية]‏ مع زينتا باتفاقية توأمة.
- ترتبط مجيدية مع Kikinda [الإنجليزية]‏ باتفاقية توأمة.
- ترتبط Joseni [الإنجليزية]‏ مع أدا باتفاقية توأمة.
- ترتبط بيتيشت مع كراغوييفاتس باتفاقية توأمة.
- ترتبط كالافات [الإنجليزية]‏ مع زاييتشار باتفاقية توأمة.
- ترتبط لوغوج مع فرشاتس باتفاقية توأمة منذ 1983.[22][23][24][25]
- ترتبط سفنتو جيورجي مع Kanjiža [الإنجليزية]‏ باتفاقية توأمة.
- ترتبط كالاراش مع زاييتشار باتفاقية توأمة.
- ترتبط Recaș [الإنجليزية]‏ مع Nova Crnja [الإنجليزية]‏ باتفاقية توأمة.
- ترتبط رمينكو فيلتشا مع كروشيفاتس باتفاقية توأمة.
- ترتبط Leordeni  [لغات أخرى]‏ مع Nova Crnja [الإنجليزية]‏ باتفاقية توأمة.
- ترتبط Ciumani [الإنجليزية]‏ مع Totovo Selo [الإنجليزية]‏ باتفاقية توأمة.
- ترتبط ريشيتسا مع Kikinda [الإنجليزية]‏ باتفاقية توأمة.
- ترتبط Deta, Romania [الإنجليزية]‏ مع Čoka [الإنجليزية]‏ باتفاقية توأمة.
- ترتبط Odorheiu Secuiesc [الإنجليزية]‏ مع سوبتيتسا باتفاقية توأمة منذ 24 نوفمبر 2016.
- ترتبط Jimbolia [الإنجليزية]‏ مع Kikinda [الإنجليزية]‏ باتفاقية توأمة.

## منظمات دولية مشتركة
يشترك البلدان في عضوية مجموعة من المنظمات الدولية، منها:
| علم المنظمة | اسم المنظمة                               | تاريخ انضمام رومانيا | تاريخ انضمام صربيا |
| ----------- | ----------------------------------------- | -------------------- | ------------------ |
|             | المنظمة الأوروبية لسلامة الملاحة الجوية   | 1996                 | 2005               |
|             | المنظمة الهيدروغرافية الدولية             | ?                    | ?                  |
|             | منظمة الشرطة الجنائية الدولية             | ?                    | ?                  |
|             | الاتحاد البريدي العالمي                   | ?                    | ?                  |
|             | الفريق المعني برصد الأرض                  | ?                    | ?                  |
|             | مجموعة الموردين النوويين                  | ?                    | ?                  |
|             | مؤسسة التنمية الدولية                     | 12 أبريل 2014        | 25 فبراير 1993     |
|             | منظمة الأمن والتعاون في أوروبا            | 25 يونيو 1973        | 3 يونيو 2006       |
|             | مؤسسة التمويل الدولية                     | 23 سبتمبر 1990       | 25 فبراير 1993     |
|             | مجلس أوروبا                               | 7 أكتوبر 1993        | 3 أبريل 2003       |
|             | منظمة حظر الأسلحة الكيميائية              | ?                    | ?                  |
|             | منظمة التعاون الاقتصادي للبحر الأسود      | ?                    | 1 أبريل 2004       |
|             | الأمم المتحدة                             | 14 ديسمبر 1955       | 1 نوفمبر 2000      |
|             | الاتحاد الدولي للاتصالات                  | 9 فبراير 1866        | 1 يونيو 2001       |
|             | البنك الدولي للإنشاء والتعمير             | 15 ديسمبر 1972       | 25 فبراير 1993     |
|             | المركز الدولي لتسوية المنازعات الاستشارية | 12 أكتوبر 1975       | 8 يونيو 2007       |
|             | وكالة ضمان الاستثمار متعدد الأطراف        | 10 سبتمبر 1992       | 19 مارس 1993       |
|             | يونسكو                                    | 27 يوليو 1956        | 20 ديسمبر 2000     |

## أعلام
هذه قائمة لبعض الشخصيات التي تربطها علاقات بالبلدين:
- ألكسندر الأول ملك صربيا (2 أغسطس 1876 – 29 مايو 1903)
- اياسمين لاتوفليفيتش (لاعب كرة قدم روماني، 11 مايو 1986[33] – )
- إيوان بابا (شاعر روماني، 25 نوفمبر 1951 – )
- بيتار الثاني ملك يوغوسلافيا (6 سبتمبر 1923[34][35] – 3 نوفمبر 1970[34][35])
- دوميترو باولوفيتشي (لاعب كرة قدم روماني، 26 أبريل 1912 – 28 سبتمبر 1993)
- ديان بولدور (لاعب كرة قدم روماني، 3 فبراير 1995[36] – )
- سردجان لوتشن (لاعب كرة قدم روماني، 4 مارس 1986[37] – )
- لازار سفيرا (لاعب كرة قدم روماني، 29 أبريل 1909 – 24 أغسطس 1992)
- ميودراغ بيلوديديتشي (لاعب كرة قدم روماني، 20 مايو 1964[38] – )

## وصلات خارجية
- موقع وزارة الخارجية الرومانية
- موقع وزارة الخارجية الصربية